# 任誠
任誠，山西汾陽人，明朝政治人物。舉人出身。
永樂六年，戊子科山西鄉試中舉，后任景州訓導。